# Šiaulių miesto savivaldybės stadionas
Šiaulių miesto savivaldybės stadionas eller Savivaldybės stadionas eller Centrinis stadionas är ett fotbollsarena i Šiauliai i Litauen. Den är hemmaarena för Gintra, FA Šiauliai, ŠSG-FA Šiauliai (damer) och tidigare FC Šiauliai (2003–2015), FK Tauras (1971–1994), FK Kareda (1995–2000).

## Fotbollsarenan
Šiaulių miesto savivaldybės stadionas byggdes under sovjetiden, 1962. Stadion är den främsta utomhus rekreation, underhållning och idrottsplats i staden Šiauliai, med en kapacitet på 4 000 åskådare. 
Stadion är hem för träning och hemmamatcher för Gintra, Šiaulių Futbolo Akademija, ŠSG-FA Šiauliai (damer) fotbollslag, friidrott och andra sporter.

## Övrigt
- Kapacitet: 4 000.[1]
- Publikrekord: (?)
- Spelplan: 105 x 68 m.
- Underlag: Gräs.
- Belysning: (+)
- Byggnadsår: 1962 m.
- Total byggkostnad: (?)